# Max Huber
Pour les articles homonymes, voir Huber.
Max Huber, né le 28 décembre 1874 à Zurich et mort le 1er janvier 1960 dans la même ville, est un juriste suisse.

## Biographie
Il a été président du Comité international de la Croix-Rouge (CICR) de 1928 à 1944.
Il s'est illustré dans l'arbitrage rendu au sujet de l'île de Palmas (Affaire de l'île de Palmas), le 4 avril 1928, où il propose deux principes de droit international : celui de la plénitude (l'État peut exercer l'ensemble de ses prérogatives sur son territoire sans limite) et celui de l'exclusivité de la compétence territoriale (l’État est le seul à pouvoir intervenir sur son territoire : principe de non-ingérence) qui découleraient de la souveraineté de l'État sur son territoire, ainsi qu'au sein de la juridiction de la Cour permanente internationale de justice. Ses conclusion sur la question du droit intertemporel ont aussi fait date en droit international,.
Il a également été président du conseil d'administration des entreprises Aluminium Industrie Aktien Gesellschaft et Werkzeugen-Maschinenfabrik Oerlikon (pour AIAG : président et administrateur-délégué de 1929 à 1941, puis membre du conseil d'administration de 1941 à 1945) , entreprises spécialisées dans la fabrication d'armes appartenant à sa famille. Lorsque la Seconde Guerre mondiale commence en 1939, Max Huber reverse au CICR l’intégralité du salaire versé par la firme[Laquelle ?], mais ne démissionne pas, bien que l’usine allemande de Singen qui dépend de cette société viole les dispositions des Conventions de Genève en exploitant de force des déportés et des prisonniers de guerre soviétiques capturés après 1941. Pour continuer à faire prospérer son industrie en Allemagne il se soumettra aux lois antisémites ,. Selon Arte, Max Huber, alors président du conseil d'administration de l'entreprise d’aluminium AIAG, justifiera ce positionnement dans un document interne de 1942 : « Il va de soi qu'une entreprise qui déploie son activité économique dans un pays dont l'état l'accepte et lui accorde la protection de son droit, doit être absolument loyale vis à vis de lui et s'y insérer sans réticences ».

Max Huber en 1914

Le 20 juin 1940, lors de l'Exode, Max Huber se trouve devant le consulat du Portugal à Bayonne (France) afin d'obtenir un visa qui lui sera délivré par Aristides de Sousa Mendes[réf. à confirmer].

## Distinctions
En 1944, il reçoit la bourgeoisie d'honneur de Genève. En 1945, il est nommé docteur honoris causa de l'Université d'Oxford.
Même s'il n'en est pas le récipiendaire, c'est durant sa présidence que le Comité international de la Croix-Rouge reçoit le prix Nobel de la paix en 1944,.